# District de Bourg (Ain)
Pour les articles homonymes, voir District de Bourg.
1790–1795
Entités précédentes :
- Province de la Bresse

Entités suivantes :
- Arrondissement de Bourg-en-Bresse

Le district de Bourg était une division territoriale du département de l'Ain de 1790 à 1795 dont le chef-lieu était Bourg-en-Bresse. 

## Géographie
Le territoire du district appartenait avant à la province de la Bresse dans le nord du département de l'Ain. Il est traversé par la Reyssouze qui passe à Bourg-en-Bresse, l'Ain et le Suran à l'est, la Veyle à l'ouest, le Sevron et le Solnan au nord.
Sa superficie était de 1052,18 km2 et il était peuplé de 64 748 habitants.
Il était délimité par les districts de Pont-de-Vaux, Châtillon-les-Dombes,  Montluel, Saint-Rambert, Nantua et Orgelet.

## Histoire
Le district de Bourg entre en vigueur le 4 mars 1790, il est l'un des 9 districts que composent l'Ain.
C'est à Bourg-en-Bresse que se tient l'assemblée du département car elle en est le chef-lieu.
Le district est supprimé par la Constitution du 5 fructidor an III, le 22 août 1795.
Lors de la création des arrondissements, le 17 février 1800, Bourg-en-Bresse est choisie comme chef-lieu d'arrondissement et préfecture.

## Composition
Il était composé de 83 communes réparties en 7 cantons :
- Canton de Bourg[Cass 1] qui était composé de 15 communes et totalisait 15 046 habitants : Bourg, Buellaz, Fleyriat (commune rattachée à Viriat entre 1790 et 1794), Lent, Longchamp (commune rattachée à Lent entre 1795 et 1800), Montagnat, Montracol, Peronaz, Polliat, Saint André le Panoux, Saint Denis, Saint Just, Saint Remis, Servaz et Viriat.
- Canton de Ceizeriat[Cass 2] qui était composé de 12 communes et totalisait 8 062 habitants : Bohas (commune rattachée à Bohas-Meyriat-Rignat en 1973), Ceizeriat, Drom, Hautecourt, Jasseron, Journans, Meyriat, Ramasse, Revonnaz, Rignat (commune rattachée à Bohas-Meyriat-Rignat en 1973), Romanèche (commune rattachée à Hautecourt-Romanèche en 1972) et Ville Reversure.
- Canton de Chavannes[Cass 3] qui était composé de 10 communes et totalisait 4 395 habitants : Arnans (commune rattachée à Corveissiat en 1964), Chavannes, Cize, Corveissiat, Germagnat, Grand Corent, Pouillat, Saint-Maurice-d'Échazeaux (commune rattachée à Corveissiat en 1943), Simandre et Toulougeon (commune rattachée à Germagnat entre 1790 et 1794).
- Canton de Coligny[Cass 4] qui était composé de 11 communes et totalisait 9 226 habitants : Beaupont, Coligny, Domsure, Grand-Villard (commune rattachée à Domsure entre 1790 et 1794), Marboz, Pirajoux, Saint-Rémy-du-Mont (commune rattachée à Salavre entre 1790 et 1794), Salavre, Verjon, Villemoctier et Villeneuve (commune rattachée à Domsure entre 1790 et 1794).
- Canton de Montrevel[Cass 5] qui était composé de 12 communes et totalisait 10 905 habitants : Attignat, Confrançon, Craz, Cuet (commune rattachée à Montrevel-en-Bresse entre 1790 et 1794), Curtafond, Etrez, Foissiat, Grangeat (commune rattachée à Attignat), Malafretaz, Montrevel, Saint Didier Doissiat et Saint Martin le Chatel.
- Canton de Pontdain[Cass 6] qui était composé de 13 communes et totalisait 8 618 habitants : Certines, Dompierre, Druillat, Gravelles (commune rattachée à Saint-Martin-du-Mont), Lantrancliere, Neuville, Pontdain, Priay, Les Rippes (commune rattachée à Certines entre 1790 et 1794), Saint Martin Dumont, Thol (commune rattachée à Neuville-sur-Ain entre 1790 et 1794), Tossiat et Varambon.
- Canton de Treffort[Cass 7] qui était composé de 10 communes et totalisait 8 496 habitants : Beny, Courmangoux, Cuisiat (commune rattachée à Treffort-Cuisiat en 1972), Lionnière (commune rattachée à Saint-Étienne-du-Bois entre 1790 et 1794), Meillonnaz, Pressiat, Roissiat (commune rattachée à Courmangoux entre 1790 et 1794), Saint Etienne, Sanciat (commune rattachée à Meillonnas entre 1790 et 1794) et Treffort.

## Principales communes
| # | Ville           | Population (1793) |
| - | --------------- | ----------------- |
| 1 | Bourg-en-Bresse | 6 533             |
| 2 | Marboz          | 2 973             |
| 3 | Foissiat        | 2 558             |
| 4 | Treffort        | 2 293             |
| 5 | Viriat          | 2 122             |

## Liens
- La réduction des Justices de paix en 1801 - Département de l'Ain